# Manta (mare ban)
Manta (Cantacuzino?) (în greacă Μαντα Καντακουζηνός) a fost un grec în Țara Românească, devenit mare ban al Craiovei în jurul anului Mai 1594, în timpul domniei lui Mihai Viteazul. Despre care se crede că a avut un tată tot grec de posibilă origine Cantacuzino, pe nume Ghiorma sau Gheorma rudă sau frate cu Mihail Cantacuzino Șaitanoglu. Tatăl său era mare postelnic între anii 1567 — 1568. Prin ramura mamei lui pe nume Vișinia, Manta era descendent al familiei Craiovescu, deci o rudă al Brâncovenilor. El este rar menționat în surse; Cincinat Pavelescu și familia s-a își susținea descendența din arborele genealogic de la Manta. Este considerat unul dintre marii generali al lui Mihai Viteazul, posibil chiar și rudă prin fostul Ban al Craiovei Iane Cantacuzino (mare Ban 26 Ianuarie 1587 - 1592) tot de origine greacă fiind menționat prin diferse nume ca "Iane, Iani și Ianiu Grecu". Manta a murit posibil prin decapitare în 24 Iulie 1601, find menționat într-o sursă ca „Omul grec care a fost inima și sufletul prințului Mihai” fiind capturat de ardelenii pro-otomani în Beszterce (Bistrița) și executat.⁴

## În cultura populară
Este menționat, printre altele, în Fata lui Chiriac de Ion Heliade-Rădulescu, în Istoria românilor sub Michaiu voda Vitézul de Nicolae Bălcescu și în Isprăvile și viața luĭ Michaiu Vitézul de Petre Ispirescu.
Numeroase străzi din diverse orașe din România îi poartă numele, ca Bulevardul Banu Manta din București.